# Залізничного Роз'їзду № 6
Залізничного Роз'їзду № 6 (рос. Железнодорожного разъезда № 6) — селище у Лиманському районі Астраханської області Російської Федерації.
Населення становить 129 осіб. Входить до складу муніципального утворення Яндиковська сільрада.

## Історія
Населений пункт розташований на території українського етнічного та культурного краю Жовтий Клин. Від 1943 року належить до Лиманського району, у 1963-1965 роках — Ікрянинського району.
Згідно із законом від 6 серпня 2004 року органом місцевого самоврядування є Яндиковська сільрада.

## Населення
| 2002 | 2010 | 2011 |
| ---- | ---- | ---- |
| 134  | ↗287 | ↘129 |